# مگان اولیوی
مگان اولیوی (انگلیسی: Megan Olivi؛ زادهٔ ۲۹ اوت ۱۹۸۶) روزنامه‌نگار و گزارشگر اهل ایالات متحده آمریکا است، که به‌عنوان‌ گزارشگر مسابقات هنرهای رزمی ترکیبی فعالیت می‌کند. وی از سال ۲۰۱۳ میلادی تاکنون مشغول فعالیت بوده‌است.